# Armala (Syria)
Armala – wieś w Syrii, w muhafazie Idlib. W 2004 roku liczyła 911 mieszkańców.